# Jorge Rodríguez (homme politique vénézuélien)
Pour les articles homonymes, voir Jorge Rodríguez et Rodríguez.
Jorge Rodríguez Gómez, né le 9 novembre 1965 à Barquisimeto, est un psychiatre et homme d'État vénézuelien. Il est diplômé de l'université centrale du Venezuela. De 2008 à 2017, il est maire de la capitale du Venezuela, Caracas. Auparavant, il était vice-président de la république bolivarienne du Venezuela pendant le gouvernement de l'ancien président de la République, Hugo Chávez. Il a également été président du Conseil national électoral (CNE) et coordinateur pour former le Parti socialiste uni du Venezuela PSUV. Il est ministre vénézuélien de la Communication et de l'Information du 3 novembre 2017 au 4 septembre 2020. Il est élu président de l'Assemblée nationale du Venezuela le 5 janvier 2021.

## Biographie

### Origines
Il est le fils du leader révolutionnaire, fondateur de la Ligue socialiste Jorge Antonio Rodriguez. Celui-ci fut torturé par la Direction générale du renseignement et des services de prévention (DISIP) le 25 juillet 1976, pendant la gouvernance de Carlos Andrés Pérez. Sa sœur, Delcy Rodríguez, également personnalité politique, est la première femme ministre des Affaires extérieures et plusieurs fois ministre.
Il étudie la médecine puis la psychiatrie à l'université centrale du Vénézuela (UCV) où il dirigea la fédération des centres d'université en 1988. Il poursuit à l'université catholique Andrés Bello où il suit des cours de psychologie clinique.

### Carrière politique
Il fut un temps le chef du Conseil national électoral du Vénézuela (2005-2006).
Le 3 janvier 2007, Hugo Chávez annonce que Rodríguez remplacera José Vicente Rangel à la vice-présidence du pays. Il prend ses responsabilités cinq jours plus tard. Il dirige en décembre 2007 la campagne du gouvernement en faveur d'une série d'amendements constitutionnels mais l'échec au référendum lui coûte son poste. C'est le ministre du logement Ramón Carrizales qui lui succède. 
Aux élections régionales de novembre 2008, Rodríguez est élu maire Libertador, et réélu en décembre 2013 contre Ismael García.
Il est ministère vénézuélien de la Communication et de l'Information du 3 novembre 2017 au 4 septembre 2020.